# Васкен
Васкен (средневерхненем. Waske) — меч маркграфа датского Иринга, упоминаемый в «Песни о Нибелунгах».

## История меча
Васкен появляется в авентюре 35: «О том, как был убит Иринг». Маркграф датский Иринг, в ответ на призыв Кримхильды отомстить за убийство Зигфрида и унижение Этцеля, решает сойтись с Хагеном в поединке. К нему готовы присоединиться его родичи с большой дружиной, но Иринг упрашивает их не идти с ним, так как это умалит его честь. Он входит в зал, где укрылись бургунды, и вступает в поединок с Хагеном, но никто из них не может взять верх. Тогда Иринг нападает поочередно на Фолькера, Гунтера и Гернота, но это не приносит ему ни победы, ни поражения. Разьярившись, Иринг нападает на бургундских воинов и за короткое время нескольких из них убивает своим мечом Васкеном. Мстя за убитых бургундов, на Иринга обрушивается Гизельхер и наносит ему такой удар мечом, что Иринг на некоторое время лишается чувств. Бургунды думают, что он мертв. Улучив момент, Иринг вскакивает на ноги и бежит из зала, но ему преграждает путь Хаген. Герои бьются, и Иринг разрубает Хагену шлем Васкеном, нанеся ему рану: «…И все ж бургунд был ранен, рассек шишак на нем/Могучий Иринг Васкеном, своим стальным мечом…». Раненый Хаген обрушивает на Иринга град ударов, но Иринг, поспешно отступая, принимает их на щит, и спасается, даже не получив раны. Кримхильда благодарит Иринга, Иринг опять вступает в поединок с Хагеном, и, несмотря на свою храбрость, погибает. Что стало с его мечом Васкеном после этого, не упоминается.

## Свойства и внешний вид
Васкен представлялся, вероятно, достаточно прочным мечом, если им можно было разрубить шлем. О внешнем виде Васкена в «Песни о Нибелунгах» ничего не сказано.

## Васкен в литературе
Васкеном также назывался меч Зинтрама, персонажа Фридриха де ла Фуке.